# Kubilay Türkyilmaz
Kubilay Türkyilmaz (tur. Kubilay Türkyılmaz) (Bellinzona, 4. ožujka 1967.) je švicarski umirovljeni nogometaš i bivši nacionalni reprezentativac. Nakon prekida igračke karijere 2001. godine, Türkyilmaz je s 34 reprezentativna pogotka postao najbolji stijelac švicarske reprezentacije čime se izjednačio s Maxom Abegglenom. Taj rekord je 2008. srušio Alexander Frei.

## Karijera

### Klupska karijera
Igrač je karijeru započeo 1986. godine u Bellinzoni da bi početkom 1990-ih otišao u inozemstvo gdje je najprije igrao za talijansku Bolognu da bi poslije toga s Galatasarayjem osvojio tursko prvenstvo.
1995. se vraća u domovinu gdje je s Grasshopperom dva puta bio švicarski prvak (1996. i 1998.). Od 1996. do 1998. je osvojio tri uzastopne nagrade za švicarskog nogometaša godine. Kubilay Türkyilmaz karijeru je prekinuo 2001. godine.

### Reprezentativna karijera
Türkyilmaz je za Švicarsku debitirao 2. veljače 1988. u gostujućoj utakmici protiv Francuske koja je igrana u Toulouseu. Tada je ušao u igru u 65. minuti kao zamjena za Hansa-Petera Zwickera a reprezentacija je izgubila od Tricolora s 2:1.
Prvi reprezentativni pogodak zabio je 21. rujna 1988. u kvalifikacijskoj utakmici za Svjetsko prvenstvo 1990. protiv Luksemburga. S reprezentacijom je nastupio na EURU 1996. te je u prvoj utakmici skupine protiv domaćina Engleske zabio gol iz jedanaesterca za konačnih 1:1.
Kubilay je karijeru prekinuo 2001. godine te je tada bio najbolji reprezentativni strijelac s 34 pogodaka. Taj rekord držao je zajedno s Maxom Abegglenom koji je sa Švicarskom na Olimpijadi 1924. u Parizu osvojio srebro. Najupečatljiviji je podatak da je u posljednjih osam reprezentativnih utakmica zabio 14 pogodaka. Tako je primjerice u susretu protiv Farskih Otoka igranom 7. listopada 2000. zabio četiri gola (hat-trick i penal).
Kao švicarski reprezentativac turskog podrijetla, odbio je nastupiti u samo jednoj utakmici i to protiv Turske zbog straha da ne bude proglašen izdajicom.

## Osvojeni trofeji

### Klupski trofeji
| Klub        | Trofej              | Sezona / godina |
| Turska      | Turska              | Turska          |
| ----------- | ------------------- | --------------- |
| Galatasaray | Tursko prvenstvo    | 1993./94.       |
| Švicarska   |                     |                 |
| Grasshopper | Švicarsko prvenstvo | 1995./96.       |
| Grasshopper | Švicarsko prvenstvo | 1997./98.       |

## Vanjske poveznice
- Statistika igrača na National Football Teams.com